# Eskovia
Eskovia é um gênero de aranhas da família Linyphiidae descrito em 1999.